# View Point (Viktorialand)
Der View Point (englisch für Aussichtspunkt) ist eine Landspitze an der Scott-Küste des ostantarktischen Viktorialands. Sie liegt am südöstlichen Ufer des Granite Harbour.
Die vom australischen Geologen Thomas Griffith Taylor (1880–1963) angeführte Westgruppe der Terra-Nova-Expedition (1910–1913) unter der Leitung des britischen Polarforschers Robert Falcon Scott benannte sie.